# یوشیته موریواکی
یوشیته موریواکی (انگلیسی: Yoshite Moriwaki؛ زادهٔ ۲۰ نوامبر ۱۹۵۴) کشتی‌گیر اهل ژاپن بود.